# Mudhoney (gruppo musicale)
I Mudhoney sono un gruppo grunge statunitense formatosi nel 1988 a Seattle, nello stato di Washington.
Il loro nome è un omaggio al film Mudhoney, diretto da Russ Meyer nel 1965.
Nati dalle ceneri dei Green River (gruppo di cui, oltre a Mark Arm e Steve Turner, facevano parte Jeff Ament e Stone Gossard, che in seguito formeranno i Pearl Jam), i Mudhoney sono stati secondo alcuni critici il primo gruppo in assoluto della scena grunge, termine che fu utilizzato proprio durante un loro tour in Inghilterra, o, quantomeno, il gruppo che contribuì maggiormente al propagarsi dell'utilizzo del suono sporco e particolarmente distorto.
La band ha rappresentato la prima impresa riuscita per l'etichetta indipendente Sub Pop Records di Seattle e il loro successo all'interno della scena indie ha preparato il terreno per il movimento che di lì a poco avrebbe fatto di Seattle, Washington, la nuova capitale dell'universo rock. Sebbene, infatti, i Nirvana rappresentino il gruppo che ha espresso l'inquietudine di un'intera generazione, la cosiddetta generazione X, e altri gruppi come i Pearl Jam e i Soundgarden abbiano venduto molti più dischi, i Mudhoney hanno permesso al nascente movimento grunge di diventare una realtà oltre ad avere ispirato e influenzato molte formazioni indie e alternative rock così come molti musicisti, tra cui Kurt Cobain che ha avuto modo, in più di un'occasione, di citarli come riferimento.

## Storia del gruppo

### Mr. Epp and the Calculations (1978-1984)
La carriera dei Mudhoney iniziò a Bellevue, un sobborgo di Seattle, nel 1978. Mentre frequentavano la Bellevue Christian High School, Mark McLaughlin (in seguito conosciuto come Mark Arm) ed alcuni suoi amici fondarono il progetto Mr. Epp and the Calculations, band dal nome di una loro insegnante di matematica.
Tale gruppo nacque inizialmente più per gioco che come una vera band; la loro prima esibizione fu eseguita in classe, cantando Got to Give It Up di Marvin Gaye ed usando mappe arrotolate come chitarre, non potendo utilizzare veri strumenti. I Mr. Epp suonarono in pubblico per la prima volta nel 1981. Intanto Mark ed il suo amico Steve Turner formarono una band un po' più seria, seppur ancora per gioco, i Limp Richerds.
I Mr. Epp furono mandati sulla stazione radio KZAM-AM, presentati come "la peggiore band al mondo". Si esibirono per l'ultima volta a Seattle il 3 febbraio 1984 assieme ai Malfunkshun.

### Green River (1984-1987)
I Green River si formarono nel 1984 quando Alex Vincent si unì a Arm e Turner come batterista. Egli aveva già suonato con Turner, nei Spluii Numa, gruppo pre-grunge di breve durata. Il bassista Jeff Ament si unì al gruppo dopo il suo arrivo a Seattle con la band Deranged Diction. Stone Gossard, altro vecchio compagno di Turner, divenne il secondo chitarrista. I Green River incisero il loro EP di debutto, Come on Down, nel 1985. Turner lasciò il gruppo per la sua eccessiva propensione all'heavy metal e fu sostituito da un altro membro dei Derranged Diction, Bruce Fairweather. Dopo aver registrato un altro EP (Dry As a Bone) ed un album studio (Rehab Doll), il gruppo si sciolse alla fine del 1987. Gossard, Ament e Fairweather entrarono nei Mother Love Bone. Dopo la morte del cantante Andrew Wood, Gossard e Ament formarono i Pearl Jam, e Fairweather entrò nei Love Battery. Nel gennaio 1988, Arm e Turner, riunitisi, formarono i Mudhoney.

### Sub Pop Records (1988-1991)
Turner voleva creare una band che, prima di suonare dal vivo, facesse delle prove. Lui e Arm iniziarono a comporre delle canzoni con Dan Peters, batterista dei Bundle of Hiss. Il trio scelse come bassista Matt Lukin, che aveva da poco lasciato i Melvins. Essi presero il nome dal film di Russ Meyer Mudhoney, che è lo stesso col quale si chiamano attualmente.
Nel 1988 incisero il loro EP di debutto, Superfuzz Bigmuff, assieme al loro primo singolo, Touch Me I'm Sick, prodotto dalla casa discografica Sub Pop Records. Il singolo catturò molta attenzione ed il gruppo riscosse un discreto successo negli Stati Uniti. Mudhoney divennero subito la "nave ammiraglia" della Sub Pop. I Sonic Youth, fan della band, invitarono i Mudhoney al loro tour britannico del 1989. Dopo questo tour, Superfuzz Bigmuff entrò nella classifica indie britannica ed essi ricevettero parecchia pubblicità. Nel 1989 pubblicarono il loro primo album, Mudhoney.
Il secondo album, Every Good Boy Deserves Fudge, fu pubblicato nel 1991. successivamente fu offerto loro un contratto con la Reprise Records, che fu firmato nel 1992.

### Reprise Records (1992-1999)
Il primo album con la Reprise fu Piece of Cake, nel 1992. In seguito contribuirono alla colonna sonora del film Singles, con il brano Overblown.
Nel 1995 uscì l'album My Brother the Cow. Turner, in un'intervista del 2008 su Mojo, dichiarò: «[...] dopo che Kurt [Cobain] si è ucciso [...], la stampa inglese era molto infastidita dal fatto che [gruppi come il nostro] fossero ancora in giro. Queste erano le peggiori recensioni che avremmo mai ottenuto. Siamo stati derisi per essere ancora esistenti».
Nel 1996, i Mudhoney apparirono nel film commedia La pecora nera. Nel settembre del 1998 fu pubblicato Tomorrow Hit Today, registrato in tre città differenti.
Dopo alcuni mesi di tour, la Reprise Record pubblicò l'album compilation March to Fuzz. Nel frattempo, Matt Lukin lasciò il gruppo.

### Dopo Matt Lukin (2000-presente)
Il gruppo continuò a fare concerti, ingaggiando il bassista Guy Maddison (già con Monroe's Fur, Lubricated Goat e Bloodloss progetto parallelo di Mark Arm). 
Nel 2002 il gruppo ritornò alla Sub Pop con cui pubblicò un nuovo album, Since We've Become Translucent a cui farà seguito un tour sudamericano.
All'inizio del 2003, nel periodo della guerra in Iraq, registrarono il brano Hard-On for War per la compilation Buddyhead Presents: Gimme Skelter. Verso la fine dell'anno registrarono i brani di un nuovo album Under a Billion Suns che vedrà la luce solo nel 2006 e sul quale ci sarà una nuova versione di Hard-On for War.
L'anno successivo la band parte per un tour in Brasile e per un breve tour europeo. A novembre pubblicano il live Live Mud, registrato in Messico.
Nel 2008 registrarono sotto la produzione artistica di Tucker Martine un nuovo album, The Lucky Ones, uscito poco prima della pubblicazione da parte della Sub Pop della versione deluxe di Superfuzz Bigmuff, notevolmente arricchita da demo, brani live e inediti.
Il 2009 vide il gruppo attivo in tour europeo. Nel settembre 2010 parteciparono all'ATP festival a Monticello a New York dove suonarono l'intero Superfuzz Bigmuff.

## Formazione

### Formazione attuale
- Mark Arm - voce, chitarra (1988-)
- Steve Turner - chitarra (1988-)
- Guy Maddison - basso (2001-)
- Dan Peters - batteria (1988-)

### Ex componenti
- Matt Lukin - basso (1988-2001)
- Steve Dukich - basso (2001)

## Discografia

### Album in studio
- 1989 - Mudhoney (Sub Pop)
- 1991 - Every Good Boy Deserves Fudge (Sub Pop)
- 1992 - Piece of Cake (Reprise)
- 1995 - My Brother the Cow (Reprise)
- 1998 - Tomorrow Hit Today (Reprise)
- 2002 - Since We've Become Translucent (Sub Pop)
- 2006 - Under a Billion Suns (Sub Pop)
- 2008 - The Lucky Ones (Sub Pop)
- 2013 - Vanishing Point (Sub Pop)
- 2018 - Digital Garbage (Sub Pop)
- 2023 - Plastic Eternity (Sub Pop)

### Raccolte
- 1990 - Superfuzz Bigmuff Plus Early Singles
- 2000 - March to Fuzz

### Live
- 1993 - Mudhoney Live
- 2000 - Here Comes Sickness: The Best of the BBC
- 2007 - Live Mud

### EP
- 1988 - Superfuzz Bigmuff
- 1990 - Boiled Beef And Rotting Teeth
- 1993 - Five Dollar Bob's Mock Cooter Stew
- 2014 - Buckskin Stallion Blues
- 2019 - Morning in America
- 2019 - Pedazo de Pastel
- 2020 - White Lazy Boy (con i Melvins)

### Singoli
- 1988 - Touch Me I'm Sick
- 1989 - Halloween (cover Sonic Youth)
- 1989 - You Got It (Keep It Outta My Face)
- 1989 - This Gift
- 1989 - Here Comes Sickness
- 1990 - Hate the Police
- 1990 - You're Gone
- 1991 - Let It Slide
- 1991 - She's Just Fifteen
- 1992 - You Stupid Asshole
- 1992 - Suck You Dry
- 1992 - Blinding Sun
- 1993 - Pump It Up (cover Elvis Costello)
- 1995 - Into Yer Shtik
- 1995 - Generation Spokesmodel
- 1995 - Goat Cheese
- 1998 - Night of the Hunted
- 1999 - Butterfly Stroke
- 2002 - Sonic Infusion
- 2006 - It Is Us